# Pieniny Czorsztyńskie
Pieniny Czorsztyńskie lub Pieniny Zachodnie – region geograficzny obejmujący zachodnią część Pienin Właściwych od przełęczy Drzyślawa po przełęcz Szopka i Wąwóz Szopczański. Nazwę tę utworzył Kazimierz Ignacy Sosnowski w 1924 roku. Najwyższymi ich wzniesieniami są Nowa Góra (902 m n.p.m.) będąca drugim co do wysokości szczytem Pienin Właściwych i Macelak (856 m n.p.m.). Pozostałe ważniejsze szczyty to: Podskalnia Góra, Goła Góra, Macelowa Góra, Cyrlowa Skałka, Kozia Góra, Rabsztyn, Flaki, Groń, Łączana. Wszystkie te wzniesienia są porośnięte lasem, ale w wielu miejscach istnieją strome wapienne ściany i skały. Liczne skały wapienne sterczą także w lesie pomiędzy wzniesieniami. Stoki pocięte są głębokimi wąwozami. Potoki spływają albo bezpośrednio do Dunajca, albo do Krośnicy.
Niemal cały obszar Pienin Czorsztyńskich wchodzi w skład Pienińskiego Parku Narodowego. Od przełęczy Snozka do Przełęczy Szopka tworzą one długi częściowo lesisty, częściowo pokryty łąkami grzbiet. Z odsłoniętych części grzbietu szerokie widoki na Tatry, Gorce, Beskid Wyspowy i Beskid Sądecki oraz Babią Górę.
Pieniny Czorsztyńskie dawniej były własnością dworu w Czorsztynie. Przyrodniczo są uboższe od Pienin Centralnych. Stoki północne są bardziej wilgotne i w dolnej ich części są pola uprawne. Stoki południowe są bardziej suche i są w nich liczne turnie, wąwozy i urwiska z ciepłolubną roślinnością kserotermiczną.

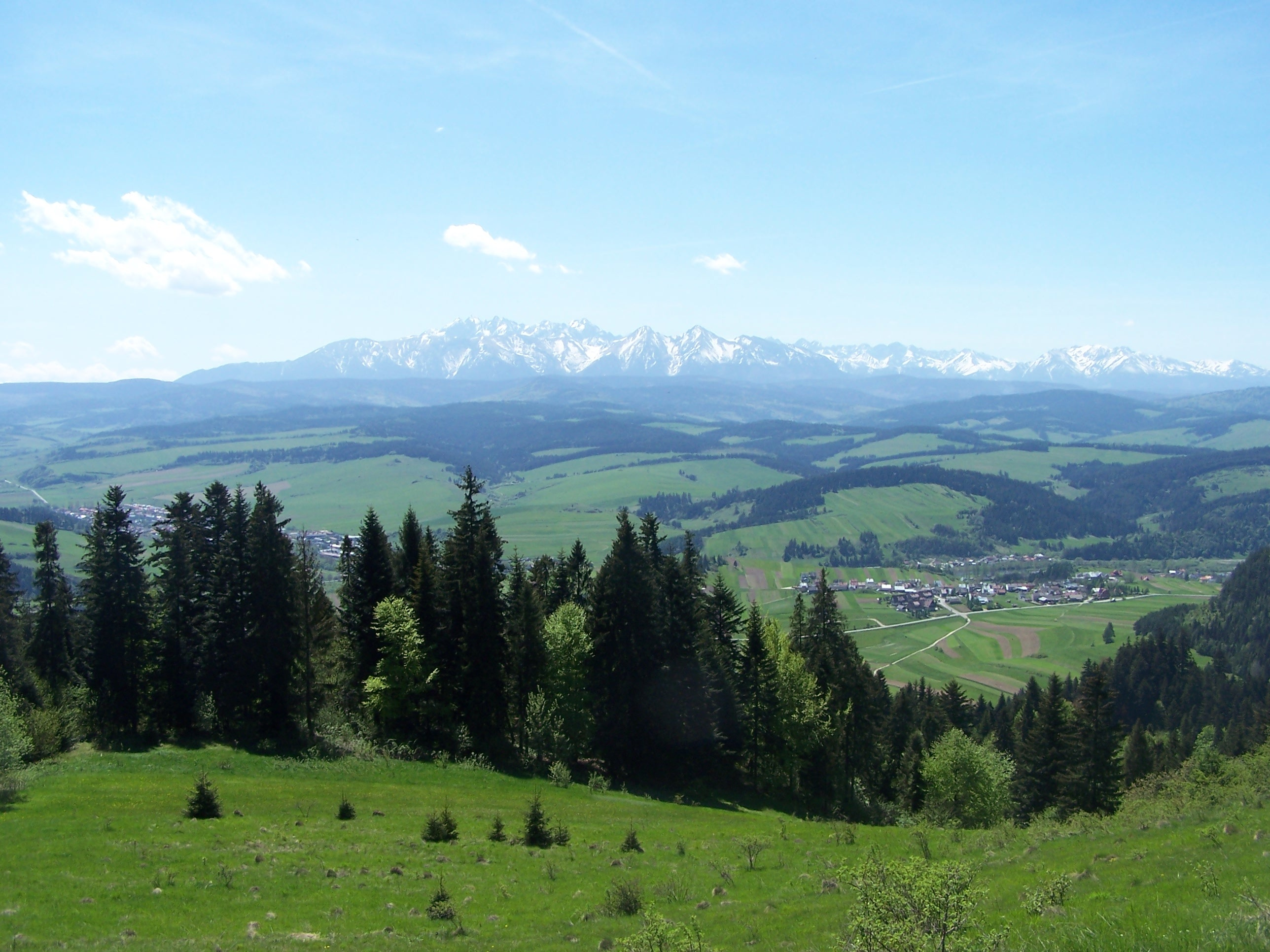
Widok z Suszyny na Tatry

## Szlaki turystyki pieszej
główny szlak, biegnący grzbietem Pienin Czorsztyńskich od Czorsztyna, przez przełęcz Osice, Macelak, przełęcz Trzy Kopce, przełęcz Szopka i dalej graniami Masywu Trzech Koron i Pieninek do Szczawnicy.
 od przystani flisackiej w Kątach (Sromowce Wyżne) na przełęcz Trzy Kopce.